# Ancylopsetta dendritica
Ancylopsetta dendritica är en fiskart som beskrevs av Gilbert, 1890. Ancylopsetta dendritica ingår i släktet Ancylopsetta och familjen Paralichthyidae. IUCN kategoriserar arten globalt som livskraftig. Inga underarter finns listade i Catalogue of Life.